# Jim White
Michael Davis Pratt, connu sous le nom d’artiste Jim White, né le 10 mars 1957 en Californie, est un auteur-compositeur-guitariste du sud des États-Unis.
Sa musique est une sorte de country-folk-rock atmosphérique et alternative, bien qu’elle quitte souvent cette voie pour s’aventurer dans des directions expérimentales.

## Biographie

### Enfance et débuts
Jim White est né en Californie, mais il déménage à Pensacola en Floride à l’âge de cinq ans. La musique gospel est son influence principale dans son enfance. Selon différentes sources, il a été comédien, mannequin, boxeur, prêcheur, surfer professionnel et chauffeur de taxi à New-York,. Avant de s’engager dans une carrière musicale, il fréquente une école de cinéma à l’université de New York. Peu après avoir achevé une thèse laborieuse, il sombre, selon ses dires, dans un « trou profond de maladie, de dépression et de pauvreté ». Il se met cependant à se produire pendant une fête organisée par des camarades de l’école de cinéma, ce qui le décide à écrire des morceaux pour un album.

### Carrière musicale
Jim White se montre un artiste décalé durant ses concerts, et en particulier lorsqu’il joue en solo, en ce qu’il y intercale des discussions ouvertes avec son audience, des anecdotes dérivées de sa propre expérience de vie, lesquelles sont généralement perspicaces, empreintes d’humour et assaisonnées de ses profonds sentiments pour la beauté ternie de l’humanité. Il lui arrive d’affirmer pendant des spectacles que, finalement, il souhaiterait retourner dans le domaine académique, particulièrement en tant que professeur, plutôt que de continuer sa vie de musicien professionnel itinérant. Ceci est dû en particulier à sa vie de famille qui, selon lui, est prioritaire. Raison pour laquelle il n’affectionne pas les tournées.
Son groupe n’est pas composé de musiciens fixes. Cependant, il fait régulièrement appel à Dan Nettles (guitare électrique), Peter Alvanos, Robby Handley et Steve Bishop Mapples (guitare basse), Rob McMaken (dulcimer, guitare acoustique et mandoline), Marlon Patton (Batterie) et Mark Tulk (claviers).
Ses albums sont souvent produits en collaboration avec d’autres musiciens. Victoria Williams chante sur le morceau Angel Land, le trio de trip-hop Morcheeba a produit ainsi que joué sur trois morceaux de l’album No Such Places. Aimée Mann, Barenaked Ladies et le guitariste de jazz Bill Frisell font des apparitions sur Drill A Hole In That Substrate And Tell Me What You See, produit par Joe Henry, Tucker Martine et Jim White en personne. Il décrit le tournage du film dans une entrevue avec David Byrne. En 2006, il forme un groupe appelé Hellwood, avec Johnny Dowd et Willie B, suivie d’une tournée de promotion de l’album Chainsaw of Life.
En 2008, il écrit et produit un album en collaboration avec Tucker Martine pour la chanteuse de blues, Mama Lucky, alias Linda Delgado. Permanent Stranger, le premier album de Mama Lucky, sort en février 2009.

### Productions
En 2011, Jim White produit une chanson, Simon Says du deuxième album de l’auteur-compositeur Dare Dukes, Thugs and China Dolls. Un an plus tard, White produit le premier album des Skipperdees, Some Bright Mourning, une offrande musicale folk qui a reçu un bon accueil de la critique, dont cinq étoiles du magazine Flagpole. Il produit également le deuxième album d’Alex Wright, l’onirique Starlight Navigator.
Searching for the Wrong-Eyed Jesus (en), qui pourrait être traduit par : « À la recherche du Jésus qui est vu sous un regard biaisé », est un documentaire de la chaîne anglaise BBC de 2004, dirigé par Andrew Douglas, dans lequel Jim White expose sa vision du Sud-Est américain profond et rural en voyageant de la Floride au Kentucky au volant d’une vieille Chevrolet, nous faisant visiter les endroits les plus improbables, dont un tripot, une prison, des églises. Le film met en scène des performances de musiciens de même sensibilité comme les Handsome Family, David Eugene Edwards des groupes 16 Horsepower et Wovenhand, ainsi que David Johansen, le chanteur des New York Dolls, entre autres, ainsi que Johnny Dowd. Le film est également ponctué de narrations et d’anecdotes de divers personnages singuliers du cru, comme l’écrivain Harry Crews.
Son morceau Wordmule a été sélectionné pour faire partie de la bande-son de l’épisode Blood Money, tome cinq de la série télévisée Breaking Bad.

## Discographie

### Albums
- 1997 : Wrong-Eyed Jesus (The Mysterious Tale of How I Shouted)
- 2001 : No Such Place
- 2004 : Drill a Hole in That Substrate and Tell Me What You See
- 2005 : Jim White Presents Music from Searching for the Wrong-Eyed Jesus
- 2007 : Transnormal Skiperoo
- 2011 : Sounds of the Americans
- 2012 : Where It Hits You

### EPs
- 1997 : Gimme 5
- 2008 : A Funny Little Cross to Bear

### Collaborations
- 2006 : Hellwood (Jim White, Johnny Dowd, Willie B) : Chainsaw of Life
- 2009 : Mama Lucky (Jim White, Tucker Martine, Linda Delgado) : Permanent Stranger
- 2004 : Tanakh (Jesse Poe) : Villa Claustrophobia
- 2006 : Tanakh : Ardent Fevers
- 2010 : Sounds of the Americans (Jim White, Dan Nettles)
- 2011 : Dare Dukes, Thugs and China Dolls (producteur de la chanson Simon Says)
- 2011 : Producteur, Belgian Alt Country band (Stanton)
- 2012 : Producteur, Skipperdees
- 2012 : Producteur Alex Wright

## Filmographie
- 2004 : Searching for the Wrong-Eyed Jesus